# کوستنیتسا
کوستنیتسا (به صربی: Kostenica) یک منطقهٔ مسکونی در صربستان است که در پروکوپلیه واقع شده‌است. کوستنیتسا ۲۸۹ نفر جمعیت دارد.